# 東方跳彈䲁
東方跳彈䲁（學名：Alticus orientalis），又稱東方高冠䲁，為輻鰭魚綱鳚形目䲁科跳彈䲁屬的一種，分布於西北太平洋日本海域，在受到驚擾時從其棲息的洞穴中跳躍，本魚體呈長橢圓形，稍側扁，頭鈍短，上下唇具鋸齒緣，下唇後方無杯狀的肉質盤，頭部和身體完全裸露，鰓膜透過喉部相互連接，雄魚頭具冠膜，雌魚無冠膜，具鼻鬚及眶上鬚，頭腹側顏色較淺，整個頭部無暗斑或斑紋，體側有數個深色、邊界不清的橫斑，背部有約10個深色斑，背鰭窄緣白色，硬棘部遠端顏色較深，軟條部有7條邊界橫鰭側顏色較淺，背鰭硬棘14枚、背鰭軟條22枚、臀鰭硬棘2枚、臀鰭軟條26枚，體長可達8.8公分，棲息在沿海潮間帶礁石淺水域，可離開水面在陸地上活動，通常躲在洞穴，以藻類為食，雌魚產附著性卵，雄魚有護卵行為。